# Olga Velichko
Olga Yevguénievna Velichko –en ruso, Ольга Евгеньевна Величко– (20 de noviembre de 1965) es una deportista rusa que compitió para la Unión Soviética en esgrima, especialista en la modalidad de florete. Su esposo, Anvar Ibraguimov, también compitió en esgrima.
Ganó siete medallas en el Campeonato Mundial de Esgrima entre los años 1985 y 1991, y dos medallas en el Campeonato Europeo de Esgrima de 1998.
Participó en dos Juegos Olímpicos de Verano, ocupando el cuarto lugar en Barcelona 1992 y el sexto en Atlanta 1996, en la prueba por equipos.

## Palmarés internacional
| Representando a la URSS |                         |                   |                     |
| Campeonato Mundial      |                         |                   |                     |
| Año                     | Lugar                   | Medalla           | Prueba              |
| 1985                    | Barcelona (España)      | Medalla de bronce | Florete por equipos |
| 1986                    | Sofía (Bulgaria)        | Medalla de oro    | Florete por equipos |
| 1989                    | Denver (Estados Unidos) | Medalla de oro    | Florete individual  |
| 1989                    | Denver (Estados Unidos) | Medalla de plata  | Florete por equipos |
| 1990                    | Lyon (Francia)          | Medalla de plata  | Florete por equipos |
| 1990                    | Lyon (Francia)          | Medalla de bronce | Florete individual  |
| 1991                    | Budapest (Hungría)      | Medalla de plata  | Florete por equipos |
| Representando a Rusia   |                         |                   |                     |
| Campeonato Europeo      |                         |                   |                     |
| Año                     | Lugar                   | Medalla           | Prueba              |
| 1998                    | Plovdiv (Bulgaria)      | Medalla de oro    | Florete por equipos |
| 1998                    | Plovdiv (Bulgaria)      | Medalla de bronce | Florete individual  |